# Mysidia williamsi
Mysidia williamsi är en insektsart som beskrevs av Broomfield 1985. Mysidia williamsi ingår i släktet Mysidia och familjen Derbidae. Inga underarter finns listade i Catalogue of Life.